# 大拉戈阿
大拉戈阿是巴西伯南布哥州的一个市镇。总面积1852平方公里，总人口22379人，人口密度12.1人/平方公里。